# Mária Telkes
Mária Telkes (12 de dezembro de 1900 – 2 de dezembro de 1995) foi uma cientista e inventora húngaro-americana que trabalhou com tecnologias de energia solar.

## Juventude e educação
Nascida em Budapeste, Hungria, em 1900, filha de Aladar e Maria Laban de Telkes, Maria frequentou o ensino fundamental e médio em Budapeste. Ela então estudou na Universidade de Budapeste, graduando-se com um BA em físico-química em 1920 e um PhD em 1924.
Telkes é considerada uma das fundadoras dos sistemas de armazenamento térmico solar, o que lhe valeu o apelido de "Rainha do Sol".
Ela foi uma inventora prolífica de dispositivos térmicos práticos, incluindo uma unidade de dessalinização em miniatura (destilaria solar) para uso em barcos salva-vidas, que usava energia solar e condensação para coletar água potável. A destilaria salvou a vida de aviadores e marinheiros que teriam ficado sem água quando abandonados no mar.
Ela se mudou para o Texas na década de 1970 e prestou consultoria a uma variedade de empresas iniciantes de energia solar, incluindo a Northrup Solar, que posteriormente se tornou a ARCO Solar e, por fim, a BP Solar.

## Carreira
Quando ela se mudou para os Estados Unidos em 1925, ela visitou um parente que era cônsul da Hungria em Cleveland, Ohio. Lá, ela foi contratada para trabalhar na Cleveland Clinic Foundation para investigar a energia produzida por organismos vivos. Telkes fez algumas pesquisas enquanto trabalhava na fundação e, sob a liderança de George Crile, eles inventaram um mecanismo fotoelétrico que podia registrar as ondas cerebrais e também trabalharam para escrever um livro chamado Phenomenon of Life.
Telkes trabalhou como biofísico nos Estados Unidos; e, de 1939 a 1953, ela esteve envolvida na pesquisa de energia solar no Massachusetts Institute of Technology.
Durante a Segunda Guerra Mundial, o governo dos Estados Unidos, observando a experiência de Telkes, a recrutou para servir como consultora civil do Escritório de Pesquisa e Desenvolvimento Científico (OSRD). Lá, ela desenvolveu uma máquina de dessalinização de água movida a energia solar. Tornou-se uma de suas invenções mais notáveis porque ajudou os soldados a obter água potável em situações difíceis e também ajudou a resolver os problemas de água nas Ilhas Virgens dos EUA.

### Dover Sun House
Em 1948, ela começou a trabalhar na Dover Sun House; ela se associou à arquiteta Eleanor Raymond, com o projeto financiado pela filantropa e escultora Amelia Peabody. O sistema foi projetado de forma que um sal especial derretesse ao sol, prendesse o calor e o liberasse assim que esfriasse e endurecesse.
O sistema funcionava com a luz do sol passando pelas janelas de vidro, o que aquecia o ar dentro do vidro. Esse ar aquecido então passou por uma folha de metal para outro espaço aéreo. De lá, os fãs moviam o ar para um compartimento de armazenamento cheio de sal (sulfato de sódio). Esses compartimentos ficavam entre as paredes, aquecendo a casa enquanto o sal esfriava.

### Outro Trabalho
Além disso, ela recebeu uma doação da Fundação Ford de US$ 45 000 para desenvolver um forno movido a energia solar para que as pessoas que carecem de tecnologia em todo o mundo possam aquecer coisas. O critério para este projeto era que o forno precisava ser capaz de chegar a 350 graus e precisava ser fácil de usar. O resultado foi uma inovação que funcionou ainda melhor do que o previsto. Foi útil para uso indígena tribal em reservas remotas. Havia recursos de segurança extras para que as crianças pudessem usá-los. Enquanto ela inventava o forno solar, ela também descobriu uma maneira melhor para os agricultores secarem suas safras usando a mesma tecnologia. Essa tecnologia foi extremamente importante para a sociedade como um todo e ainda hoje é utilizada. Mais tarde, em 1980, ela ajudou o Departamento de Energia dos Estados Unidos a desenvolver e construir a primeira casa totalmente movida a energia solar. Ela recebeu vários prêmios por seu trabalho e, ao longo de sua carreira, ganhou mais de 20 patentes.
 

Uma de suas especialidades eram materiais de mudança de fase, incluindo sais fundidos para armazenar energia térmica. Um de seus materiais de escolha foi o sal de Glauber (sulfato de sódio).